# マジェスティック・ホテル
マジェスティック・ホテル（英語: Majestic Hotel Saigon、ベトナム語：Khách sạn Majestic Saigon / 客棧Majestic Saigon）は、ベトナムのホーチミン市の1区内、ドンコイ通り (Dong Khoi street) に建つホテルである。

## 概要
ホーチミン市の中心地のサイゴン川とドンコイ通りに面して建っている、フランス植民地時代から営業されている数少ない高級ホテルで、同様に植民地時代から営業されているレックスやカラベル、コンチネンタルなどと並ぶホーチミン市を代表する高級ホテルのひとつである。
175部屋と現在の基準では小規模ながら、豪奢な内外装や充実した設備や、ポーターやコンシェルジュをはじめとするスタッフのサービスが高い評価を受けており、ベトナム政府観光局の格付けで5つ星の認定を受けている数少ないホテルの1つである。
開業以来85年以上の歴史を持ち、日本の秋篠宮親王やイギリスのヨーク侯爵アンドリュー王子をはじめとする各国の王室メンバーから、フランソワ・ミッテラン元大統領やシンガポールのリー・シェンロン首相などの政府首脳、カトリーヌ・ドヌーヴなどのセレブリティーや開高健をはじめとする作家など、開業当初から現在に至るまで、王族や各界の著名人が利用することでも知られる。

## 歴史

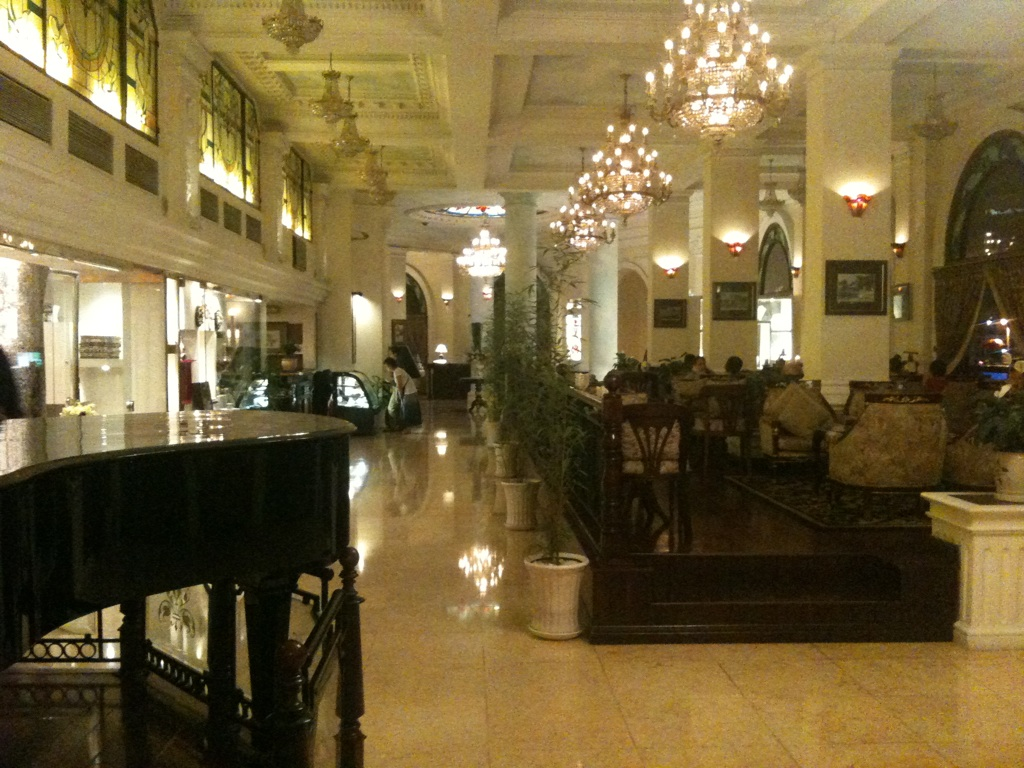
ロビーエリア

フランス植民地時代の1925年に、華僑実業家のフイ・ボン・ホアによりサイゴンで数少ない近代的ヨーロッパ風ホテルとして開業した、外観にアール・ヌーヴォー的デザインを施された5階建て（フランス形式では4階建て）の建物に、44室の客室とレストランが設けられていた。
第二次世界大戦勃発後の1940年にフランス本土がドイツ軍に占領され、親ドイツのヴィシー政権が発足したことに伴い、ヴィシー政権側についたフランス領インドシナが1941年7月に日本軍による南部仏印進駐を受け日仏の共同統治となった後は、フランス植民地政府から日本政府に貸し出され、「日本ホテル」と改名され進駐した日本軍や政府関係者の宿舎となった。
1945年8月の終戦後にサイゴンを含むインドシナ一帯がフランスの単独統治に戻された事を受けて、再び「マジェスティック・ホテル」へと名称が戻された。その後オーナーや管理者が数度にわたって変更され、ベトナム共和国（南ベトナム）が成立した後の1960年代に入ると時代遅れとなっていた外観や主要設備を改良した他、屋上階の増設が行われた。
なおベトナム戦争中の1964年から1965年にかけて作家の開高健が朝日新聞社の特派員としてサイゴンに派遣された際には、本館の103号室を宿泊先として使用した他、産経新聞特派員の近藤紘一をはじめとする世界各国のジャーナリストが使用している。なお1975年4月には、6階のレストランが北ベトナム軍のロケット砲の直撃を受けて一部が破壊された。
南北ベトナム統一後は一旦「Cửu Long」と改名されるも、その後名称を元に戻し引続き営業を行う。1985年には国営企業であるサイゴンツーリスト社の傘下となり、1994年から1995年にかけて全面改装が施され同年8月1日より営業が再開された。2003年には隣接した建物を「サイゴン・ウィング」として編入し175室となる。2007年には政府により5つ星に指名された。

## 施設

### 客室

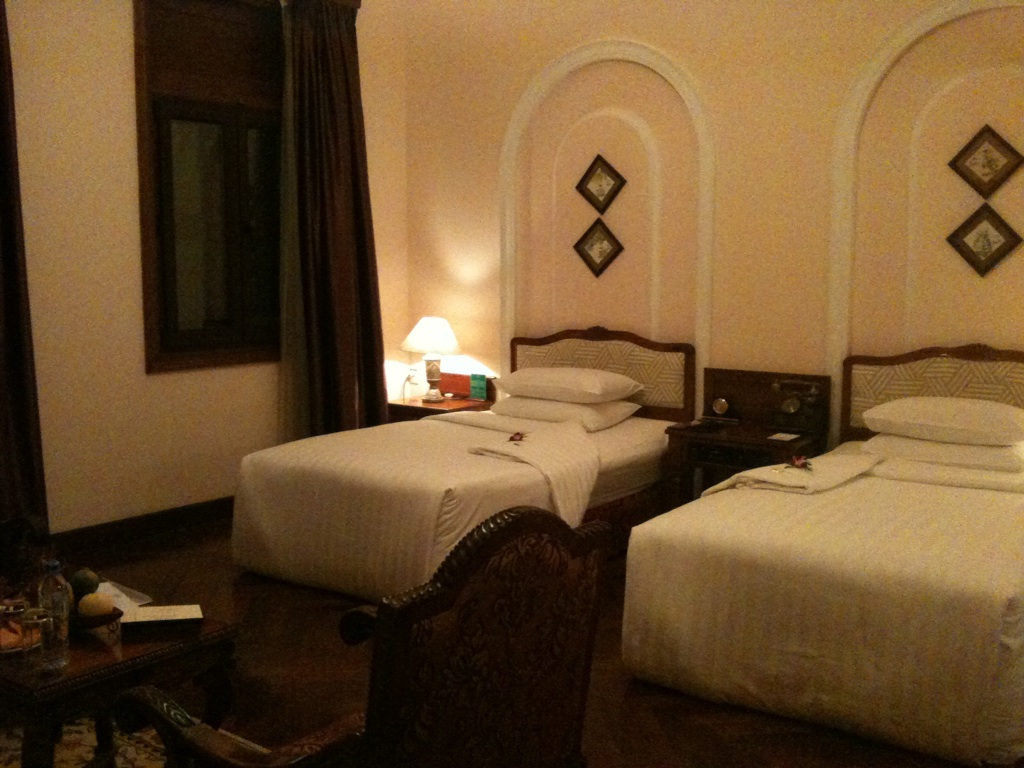
リバービュー・デラックスルームのベッドエリア

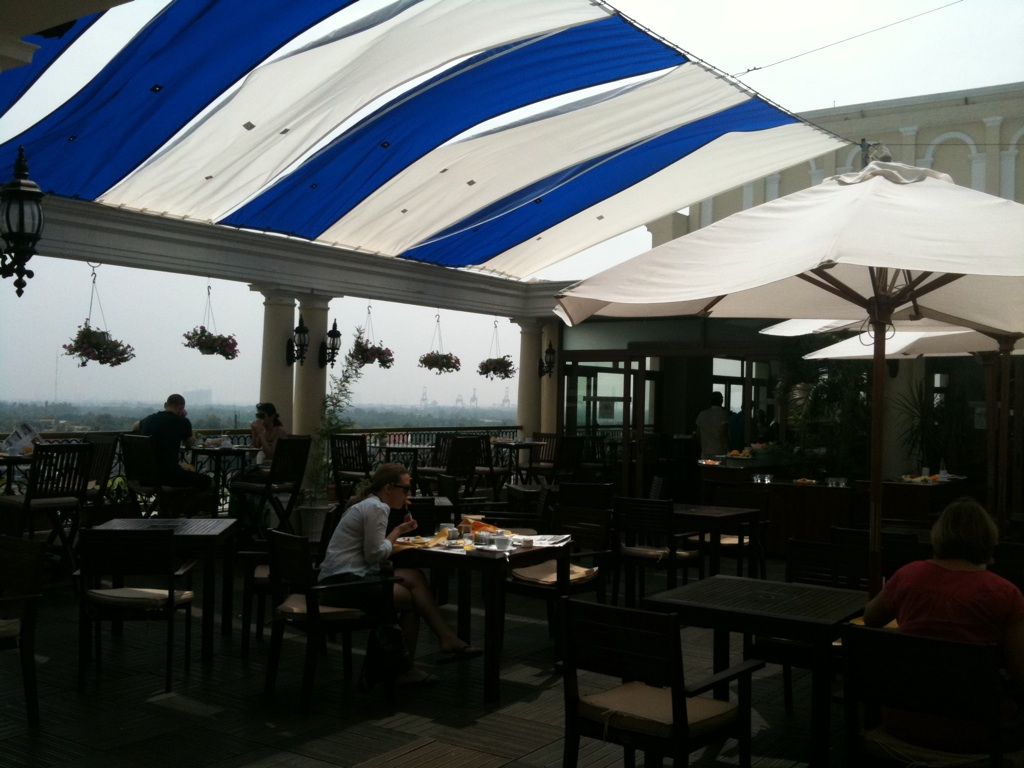
ブリーズ・スカイ・バー

本館と新館に全175室がある（スイートルーム含む）。サイゴン川向きのコロニアル・サイゴンリバーデラックス、ドンコイ通り向きのコロニアル・シティーデラックス、プール向きのコロニアル・プールデラックスなどがある。本館の一部客室にはバルコニーがある。

### レストラン/バー
- セレナーデ・レストラン：フランス料理レストラン。
- シクロ・カフェ：地上階のベトナム料理レストラン。夕食時にはベトナム舞踊のショーが行われる。
- カティナット・ラウンジ：地上階ロビー脇にあるカフェラウンジ。
- ブリーズ・スカイ・バー：5階と6階に位置するレストラン。朝食や夕食時にはビュッフェが用意され、バーも併設される。
- メリー・プール・バー：プールサイドバー。 （廃止）

### バンケットルーム
各種パーティーや会議など、様々な用途に対応するバンケットルームが用意されている。

### カジノクラブ
- マジェスティック・カジノ

### その他
- マジェスティック・スパ
- フィットネス・ジム
- プール
- ビジネスセンター

## アクセス
ホーチミン市中心部の繁華街であるドンコイ通り沿いで、サイゴン川に面して立つ。また、人民委員会庁舎や統一会堂、サイゴン大教会などにも徒歩圏内にある。タンソンニャット国際空港までは車で25-30分程度。また、メルセデス・ベンツEクラスでの、タンソンニャット国際空港との間の有償送迎サービスが用意されている。